# Няговские поучения
Няговские поучения на Евангелие (укр. Ня́гівські повча́ння на Єванге́лі) — религиозное произведение второй половины XVI веке в селе Добрянское (прежнее название Нягово) в Закарпатье, в котором истолковывается Евангелие с точки зрения кальвинизма.
Произведение считается первым памятником разговорного западнорусского языка, которое имеет характерные черты мараморошского диалекта карпаторусинского языка.

## Лингвистические особенности
- Звук [u] на месте этимологического [o], то есть там, где в современном литературном украинском языке стоит [i]: букъ — «бік», булше — «більше», гурше — «гірше», думъ — «дім».
- Звук [u] на месте этимологического [e], то есть там, где в современном литературном украинском языке стоит [i]: В свою — «в своїй», в нюм — «в нім».
- Наличие звука [u] на месте литературного [i] не является чертой, присущей только среднезакарпатским говорам. Звук [u] на месте звука [u 2 ] появился в украинском языке в Закарпатье в XVI в., К востоку от Карпат во всех диалектах — в XVII в. Этот звук (в «Оксфордском Гептаглоти» 1667 г.. Грум — «грім», Гурко — «гірко», Лужко — «ліжко», Рувно — «рівно») впоследствии перешел в звук [y] (или [ü]), а затем в большинстве диалектов и в современном литературном языке в [i] ([u 2 ] → [u] → [ü] → [i]). Впервые появление звука [i] на месте [u] / [ü] зафиксирована на картах Боплана (Perehinka , Borimlja — сейчас «Буромля») в 1653 г.. И в полтавских актах в 1665 г.. (Разбей — «разбій», к тому говорили розбуй; котрѣй — «котрій», к тому говорили которую). На Закарпатье и в других украинских диалектах этот переход [u] → [ü] → [i] произошел не везде, [u] или [ü] осталось до сих пор (это остаточные зоны, не связанные между собой):
  - звук [u] — на Подляшье, Берестейщине, Надсянье, в междуречье Шопурка и реки, в междуречье Латорицы и Эти годы,
  - звук [ü] — редко селах на Лемкивщини, Подляшье, Берестейщине, в центральной части Закарпатья между рекой и Латорицей.
- Чередование [o] / [u] и [e] / [u], так же, как в современном литературном языке чередуются [o] / [i] и [e] / [i].
- Мягкое [t͡sʲ]: пяница — «п’яница», загодованець, королиця — «королева», лиця.
- Полногласия : голова, голодъ, голосъ, городъ, дерево, дорого, золото .
- Переход [l] в [w]: довгъ, довгый, довжны .
- Наряду с абстрактными существительными, образованными по церковнославянском моделью (изогнание, имѣние, искунчание), принимаются украинским на -ня, -тя (подавляющее большинство): измаганя — «змагання», исповнѣня — «сповнення», истисканя — «сжатия», крещеня — «хрещення», проклятя — «прокляття».
- Глаголы с основой на [ɦ], [k] последовательно принимают в инфинитиве суффикс чи : измочи, изогнечи, изречи, испомочи, истечи, печи.